# Gachingita
La gachingita és un mineral de la classe dels elements natius. Rep el nom del jaciment de Gaching, al dipòsit epitèrmic de Maletoyvayam (Rússia), la localitat tipus.

## Característiques
La gachingita és un mineral de fórmula química Au(Te1-xSex). Va ser aprovada com a espècie vàlida per l'Associació Mineralògica Internacional l'any 2021, sent publicada l'any 2022. Cristal·litza en el sistema ortoròmbic.
L'exemplar que va servir per a determinar l'espècie, el que es coneix com a material tipus, es troba conservat a les col·leccions del Museu geològic de Sibèria Central, a Novosibirsk (Rússia), amb el número de catàleg: v-10/1.

## Formació i jaciments
Va ser descoberta a Maletoyvayam, dins el krai de Kamtxatka (Rússia), l'únic indret de tot el planeta on ha estat descrita aquesta espècie mineral.